# Geomancia

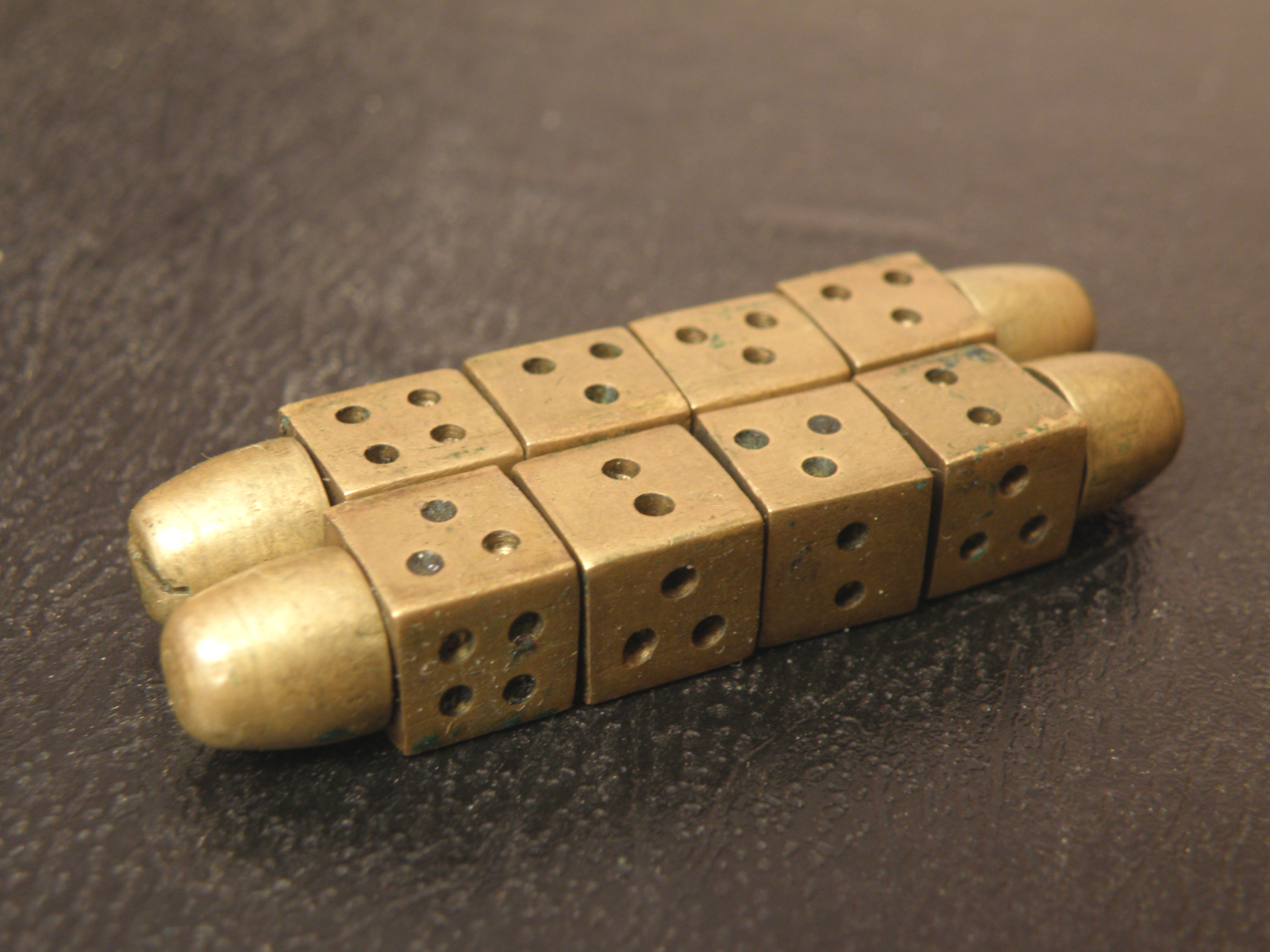
Ferramenta de geomancia

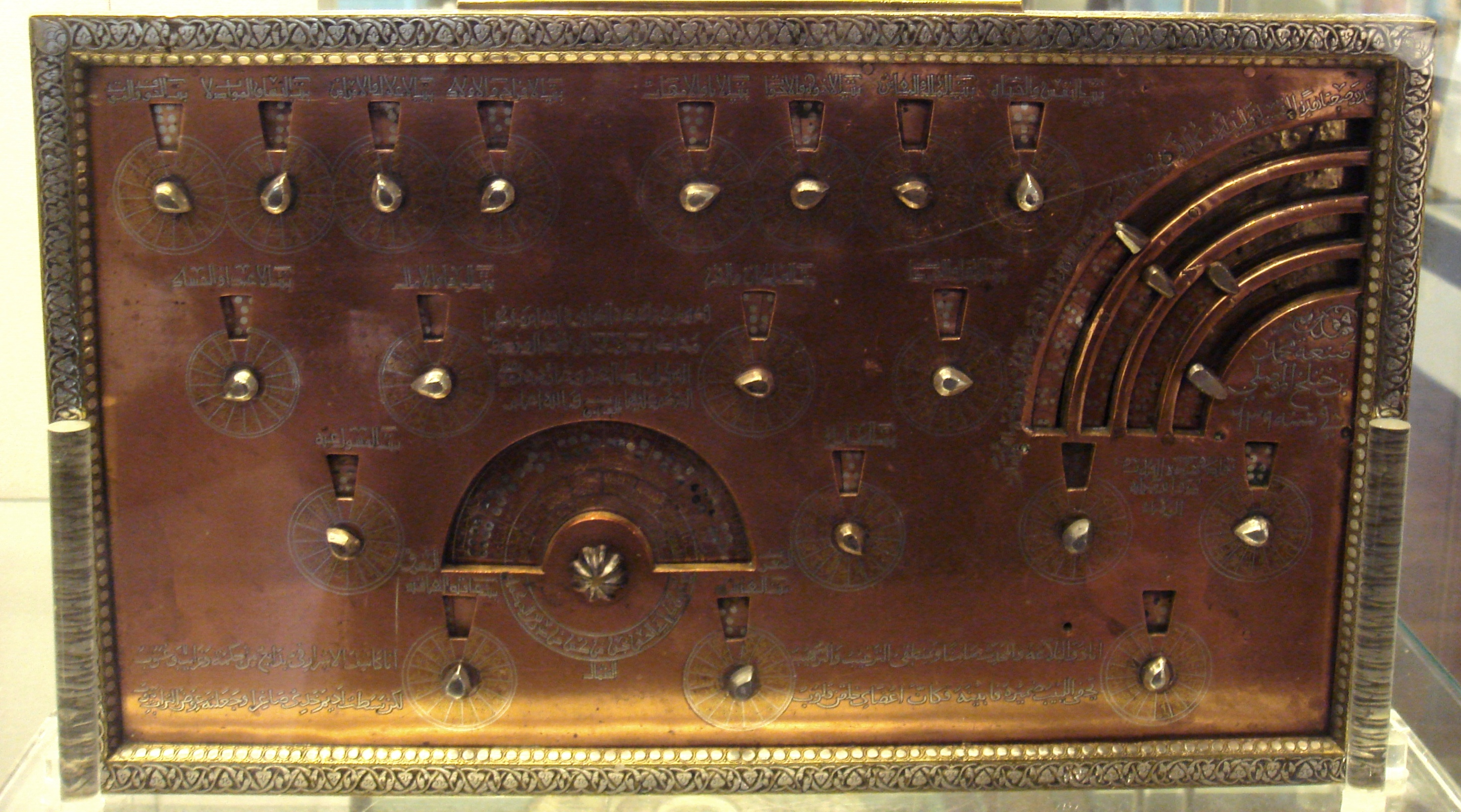
Instrumento geomântico, Egito ou Síria, 1241–42 CE, por Muhammad ibn Khutlukh al Mawsuli. Quando os mostradores eram girados, apareciam desenhos aleatórios de pontos, que eram então interpretados. Museu Britânico.

Geomancia (Grego: γεωμαντεία, "adivinhação da terra") é um método de adivinhação que interpreta marcas no chão ou os padrões formados por punhados de solo, rochas ou areia lançados. A forma mais prevalente de geomancia divinatória envolve a interpretação de uma série de 16 figuras formadas por um processo aleatório que envolve recursão seguido de uma análise, frequentemente aumentada com interpretações astrológicas.
A geomancia era praticada por pessoas de todas as classes sociais. Foi uma das mais populares formas de adivinhação em toda a África e da Europa, particularmente durante a Idade Média e a Renascença.
Na magia renascentista, a geomancia foi classificada como uma das sete "artes proibidas", junto com necromancia, hidromancia, aeromancia, piromancia,
quiromancia e espatulamancia (escapulimancia).
Geomancia é uma técnica de adivinhação baseada na observação de pedras ou terra atirados sobre uma superfície plana e dos desenhos formados com isso. Também se refere à observação de formações no solo dispostas em estado natural sem intervenção humana. Existem políticos como Ronald Reagan que aplicavam a astrologia para o estudo da geopolítica.